# 10366 Shozosato
10366 Shozosato este un asteroid din centura principală de asteroizi.

## Descriere
10366 Shozosato este un asteroid din centura principală de asteroizi. A fost descoperit pe 24 noiembrie 1994 la Kitami de Kin Endate și Kazuro Watanabe. Asteroidul prezintă o orbită caracterizată de o semiaxă mare de 2,24 ua, o excentricitate de 0,15 și o înclinație de 4,2° în raport cu ecliptica.